# Bohdalov
Bohdalov település Csehországban, a Žďár nad Sázavou-i járásban. Bohdalov Arnolec, Stáj, Rudolec, Pokojov, Znětínek, Černá, Újezd, Pavlov és Kyjov településekkel határos. Lakosainak száma 1180 fő (2024. január 1.).

## Népesség
A település lakosságának változását az alábbi diagram mutatja:
| Lakosok száma | 1013 | 1139 | 1081 | 851  | 999  | 1074 | 1171 | 1151 | 1169 | 1180 |
|               | 1869 | 1890 | 1921 | 1950 | 1980 | 2001 | 2017 | 2019 | 2022 | 2024 |